# Solo (Ultimo)
| Recensione     | Giudizio |
| -------------- | -------- |
| Newsic         | 6,5/10   |
| Notizie Musica | 7,5/10   |

Solo è il quarto album in studio del cantautore italiano Ultimo, pubblicato il 22 ottobre 2021.

## Descrizione
Titolo e copertina dell'album sono stati svelati dal cantautore il 22 settembre 2021, esattamente un anno dopo la pubblicazione del singolo 22 settembre, mentre la tracklist è stata pubblicata il giorno successivo. L'album comprende 17 tracce, tutte scritte e composte da Ultimo nei due anni precedenti alla pubblicazione, eccetto Sul finale, scritta nel 2017. Tra queste compaiono i singoli Tutto questo sei tu, pubblicato nel 2019 ed arrivato anche alla prima posizione della classifica FIMI, 22 settembre e 7+3, entrambi pubblicati nel 2020, e infine Buongiorno vita e Niente, pubblicati nel 2021. A fine 2021 viene anche estratto come singolo il brano Supereroi, colonna sonora dell'omonimo film diretto da Paolo Genovese.

## Tracce
Testi e musiche di Niccolò Moriconi.
1. Il bambino che contava le stelle (30 novembre 2019, 19:53) – 2:27
2. Niente (26 marzo 2020, 22:34) – 3:58
3. Sul finale (22 agosto 2017, 15:10) – 3:54
4. Solo (3 gennaio 2021, 18:02) – 3:42
5. Spari sul petto (25 marzo 2020, 00:51) – 3:10
6. Isolamento (21 febbraio 2021, 20:12) – 3:01
7. Quel filo che ci unisce (5 gennaio 2021, 05:23, per J.) – 4:14
8. Supereroi (25 ottobre 2019, 23:49) – 4:23
9. La finestra di Greta (7 maggio 2020, 03:15) – 3:15
10. Buongiorno vita (25 aprile 2020, 09:45) – 3:10
11. Quei ragazzi (8 luglio 2021, 10:28) – 3:25
12. Non sapere mai dove si va (24 dicembre 2019, 16:31) – 3:02
13. 22 settembre (21 dicembre 2019, 12:34) – 3:50
14. 7+3 (20 novembre 2020, 22:58) – 3:13
15. Tutto questo sei tu (19 agosto 2019, 15:44) – 4:04
16. Non amo (18 settembre 2020, 18:02) – 2:43
17. 2:43 AM (12 marzo 2020, 02:43) – 3:08

## Classifiche

### Classifiche settimanali
| Classifica (2021) | Posizione massima |
| ----------------- | ----------------- |
| Italia            | 1                 |
| Svizzera          | 12                |

### Classifiche di fine anno
| Classifica (2021) | Posizione |
| ----------------- | --------- |
| Italia            | 14        |
| Classifica (2022) | Posizione |
| Italia            | 16        |
| Classifica (2023) | Posizione |
| Italia            | 63        |
| Classifica (2024) | Posizione |
| Italia            | 68        |

## Solo - Home Piano Session
Il 25 marzo 2022 viene pubblicato Solo - Home Piano Session, riedizione dell'album Solo contenente 6 tracce di quest'ultimo in versione acustica piano e voce più un brano inedito, Equilibrio mentale, sempre in versione acustica. Tutte e 7 le tracce sono state registrate a luglio 2021 in una villa sul Lago di Como e sono autoprodotte da Ultimo. L'album viene pubblicato anche in versione fisica a tiratura limitata di 5000 copie con doppio CD. Nella riedizione digitale sono inserite prima le versioni acustiche (tracce 1-7) e poi quelle studio (tracce 8-24).

### Tracce

#### CD1
Testi e musiche di Niccolò Moriconi (tra parentesi sono indicate data e ora di scrittura e composizione).
1. Il bambino che contava le stelle (30 novembre 2019, 19:53) – 2:27
2. Niente (26 marzo 2020, 22:34) – 3:58
3. Sul finale (22 agosto 2017, 15:10) – 3:54
4. Solo (3 gennaio 2021, 18:02) – 3:42
5. Spari sul petto (25 marzo 2020, 00:51) – 3:10
6. Isolamento (21 febbraio 2021, 20:12) – 3:01
7. Quel filo che ci unisce (5 gennaio 2021, 05:23, per J.) – 4:14
8. Supereroi (25 ottobre 2019, 23:49) – 4:23
9. La finestra di Greta (7 maggio 2020, 03:15) – 3:15
10. Buongiorno vita (25 aprile 2020, 09:45) – 3:10
11. Quei ragazzi (8 luglio 2021, 10:28) – 3:25
12. Non sapere mai dove si va (24 dicembre 2019, 16:31) – 3:02
13. 22 settembre (21 dicembre 2019, 12:34) – 3:50
14. 7+3 (20 novembre 2020, 22:58) – 3:13
15. Tutto questo sei tu (19 agosto 2019, 15:44) – 4:04
16. Non amo (18 settembre 2020, 18:02) – 2:43
17. 2:43 AM (12 marzo 2020, 02:43) – 3:08

Durata totale: 58:39

#### CD2
Testi e musiche di Niccolò Moriconi.
1. Equilibrio mentale - Home Piano Session – 3:35
2. Il bambino che contava le stelle - Home Piano Session – 2:31
3. Solo - Home Piano Session – 3:35
4. Isolamento - Home Piano Session – 3:10
5. Niente - Home Piano Session – 3:43
6. Quel filo che ci unisce - Home Piano Session – 4:12
7. Sul finale - Home Piano Session – 3:57

Durata totale: 24:43